# Henry Orenstein
Henry Orenstein (* 13. September 1923 in Hrubieszów als Henryk Orenstein; † 14. Dezember 2021 in Livingston, New Jersey) war ein polnisch-amerikanischer Erfinder und Pokerspieler. Er gewann 1996 ein Bracelet bei der World Series of Poker und wurde 2008 in die Poker Hall of Fame aufgenommen.

## Leben
Jüdischer Herkunft, überlebte Orenstein eine Reihe von nationalsozialistischen Konzentrationslagern, auch weil er Mitglied eines kriegswichtigen jüdischen Kommandos war, das dem Schein nach aus jüdischen Wissenschaftlern bestand. Seine Befreiung erlebte er im KZ Sachsenhausen. Anschließend wanderte Orenstein 1947 in die Vereinigten Staaten aus. Dort arbeitete er als Entwickler von Spielzeug und meldete über 100 Patente im Spielzeugsektor an. Er überzeugte 1984 die Spielzeugfirma Hasbro, die später sehr erfolgreiche Figurenreihe Transformers zu starten.
Im Oktober 1993 kam Orenstein erstmals bei der World Series of Poker (WSOP) in Binion’s Horseshoe in Las Vegas in die Geldränge und belegte den zwölften Platz im Main Event. Zwei Jahre wurde er beim selben Turnier Achter und erhielt ein Preisgeld von mehr als 50.000 US-Dollar. Bei der WSOP 1996 gewann Orenstein ein Turnier der Variante Seven Card Stud und sicherte sich ein Bracelet sowie eine Siegprämie von 130.000 US-Dollar. Seine letzte Geldplatzierung erzielte er bei der WSOP 2014.
Eine weitere Erfindung Orensteins revolutionierte die Pokerwelt: Die Hole Cam, die dem Zuschauer von Pokerübertragungen ermöglicht, die verdeckten Karten der Spieler zu sehen. Außerdem war Orenstein der Produzent der Pokerformate Poker Superstars und High Stakes Poker. Im Jahr 2008 wurde er in die Poker Hall of Fame aufgenommen.
Orenstein war ein Philanthrop, der sich für karitative Einrichtungen engagierte. Er lebte in Verona im US-Bundesstaat New Jersey. Im Dezember 2021 starb er im Alter von 98 Jahren an den Folgen einer Erkrankung an COVID-19.

## Biografie
- I shall live. Surviving against all odds, 1939–1945. Beaufort Books, New York 1987, ISBN 0-8253-0441-5.